# Big Sky
Pour les articles homonymes, voir The Big Sky, Big Sky Conference, Big Sky Movie Ranch et Big Sky (série télévisée).
Big Sky est une localité américaine située dans les comtés de Gallatin et de Madison, dans le Montana. C'est là qu'a lieu chaque année The Rut 50K, un ultra-trail de 50 kilomètres.